# حزب الجيل الديمقراطي
حزب الجيل  هو حزب سياسي مصري تأسس في 9 فبراير 2002، يرأسه ناجي الشهابي. يهتم الحزب بدور نهر النيل في نهضة مصر الاقتصادية والسياسية ويدعو لإنشاء منظمة لدول حوض النيل وصولاً إلى قيام وحدة اندماجية بينهم. كما للحزب رؤية لنهضة مشتركة بين مصر وليبيا والسودان وصولاً إلى تحقيق وحدة اندماجية بين الأقطار الثلاثة يطلق عليها «المثلث الذهبي». رشح الحزب « محمد فوزي عيسى » لرئاسة الجمهورية.

## وصلات خارجية
- معلومات الحزب حسب موقع الهيئة العامة للاستعلامات
- الموقع الرسمي لحزب الجيل